# Low Mountain
Low Mountain es un lugar designado por el censo ubicado en el condado de Navajo en el estado estadounidense de Arizona. En el Censo de 2010 tenía una población de 757 habitantes y una densidad poblacional de 7,92 personas por km².

## Geografía
Low Mountain se encuentra ubicado en las coordenadas 35°56′53″N 110°6′2″O / 35.94806, -110.10056. Según la Oficina del Censo de los Estados Unidos, Low Mountain tiene una superficie total de 95.58 km², de la cual 95.56 km² corresponden a tierra firme y (0.02%) 0.02 km² es agua.

## Demografía
Según el censo de 2010, había 757 personas residiendo en Low Mountain. La densidad de población era de 7,92 hab./km². De los 757 habitantes, Low Mountain estaba compuesto por el 0.13% blancos, el 0% eran afroamericanos, el 99.08% eran amerindios, el 0% eran asiáticos, el 0% eran isleños del Pacífico, el 0% eran de otras razas y el 0.79% pertenecían a dos o más razas. Del total de la población el 0.66% eran hispanos o latinos de cualquier raza.